# 圣母和圣尼古拉堂
圣母和圣尼古拉堂（英語：Church of Our Lady and Saint Nicholas）是英国利物浦的一座圣公会教堂，属于圣公会利物浦教区。
该处自1257年以来一直是一个崇拜场所，最初为码头圣母小堂（St Mary del Quay chapel），靠近默西河码头。1355年，新建了圣母和圣尼古拉（水手主保圣人）小堂。在英格兰宗教改革以后，该建筑分阶段修改，以适应《公祷书》中的崇拜形式。列为II级登录建筑。1699年利物浦有大约5000人口，成立了一个独立的堂区，（不寻常地）有两个堂区教堂：圣母和圣尼古拉教堂（“旧教堂”），以及新的圣彼得教堂。位于教堂街的圣彼得堂，于1922年拆毁。到1865年，堂区有27个教堂，约275,000信徒。自1916年以来，圣母和圣尼古拉堂一直是利物浦的堂区教堂。
该堂在1813-1868年间曾经是利物浦最高的建筑，高53米，后来被威尔士长老会教堂超过。

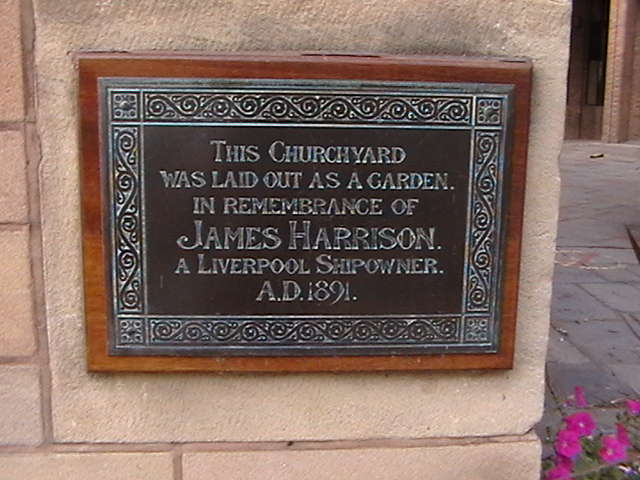
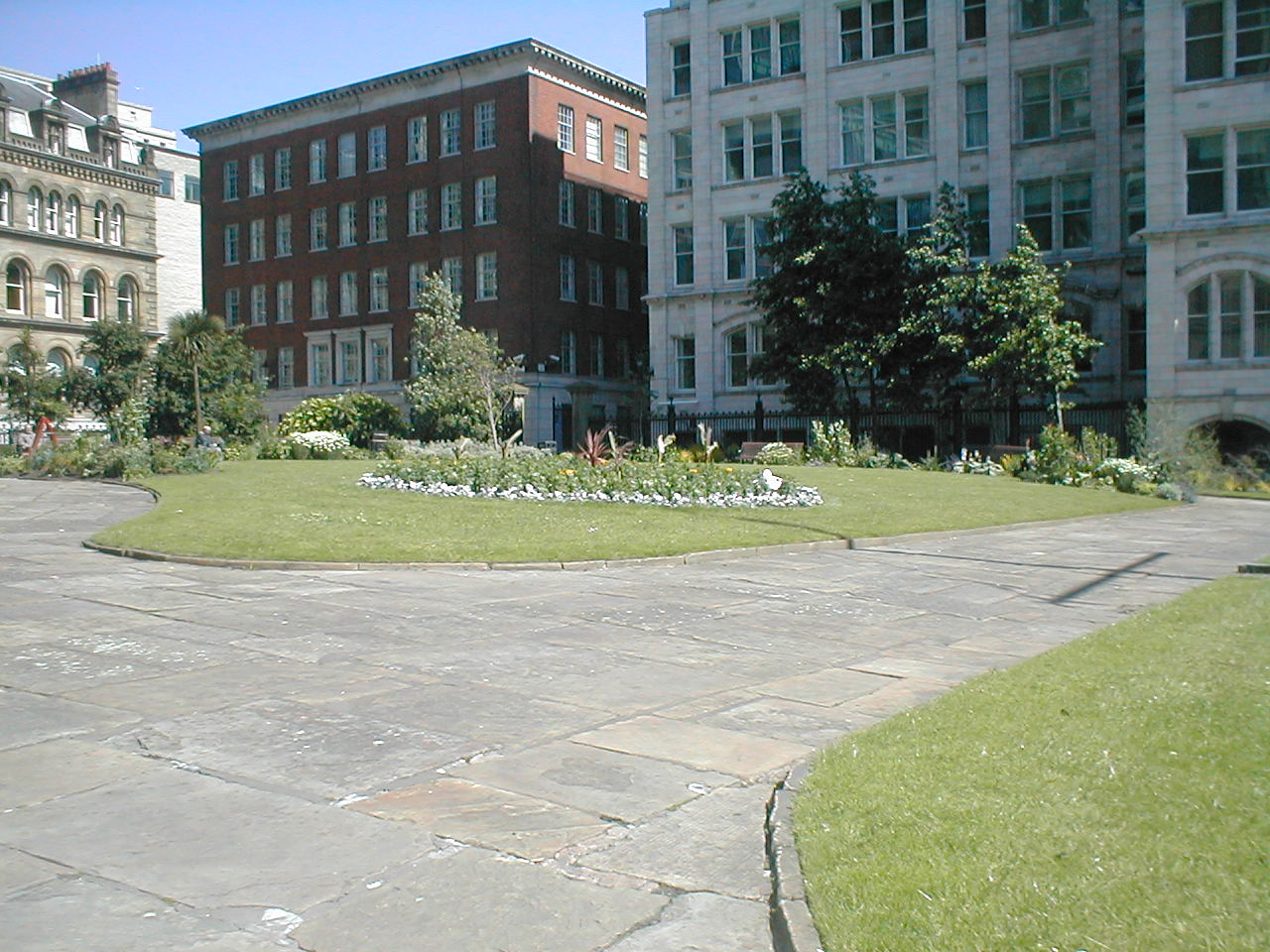
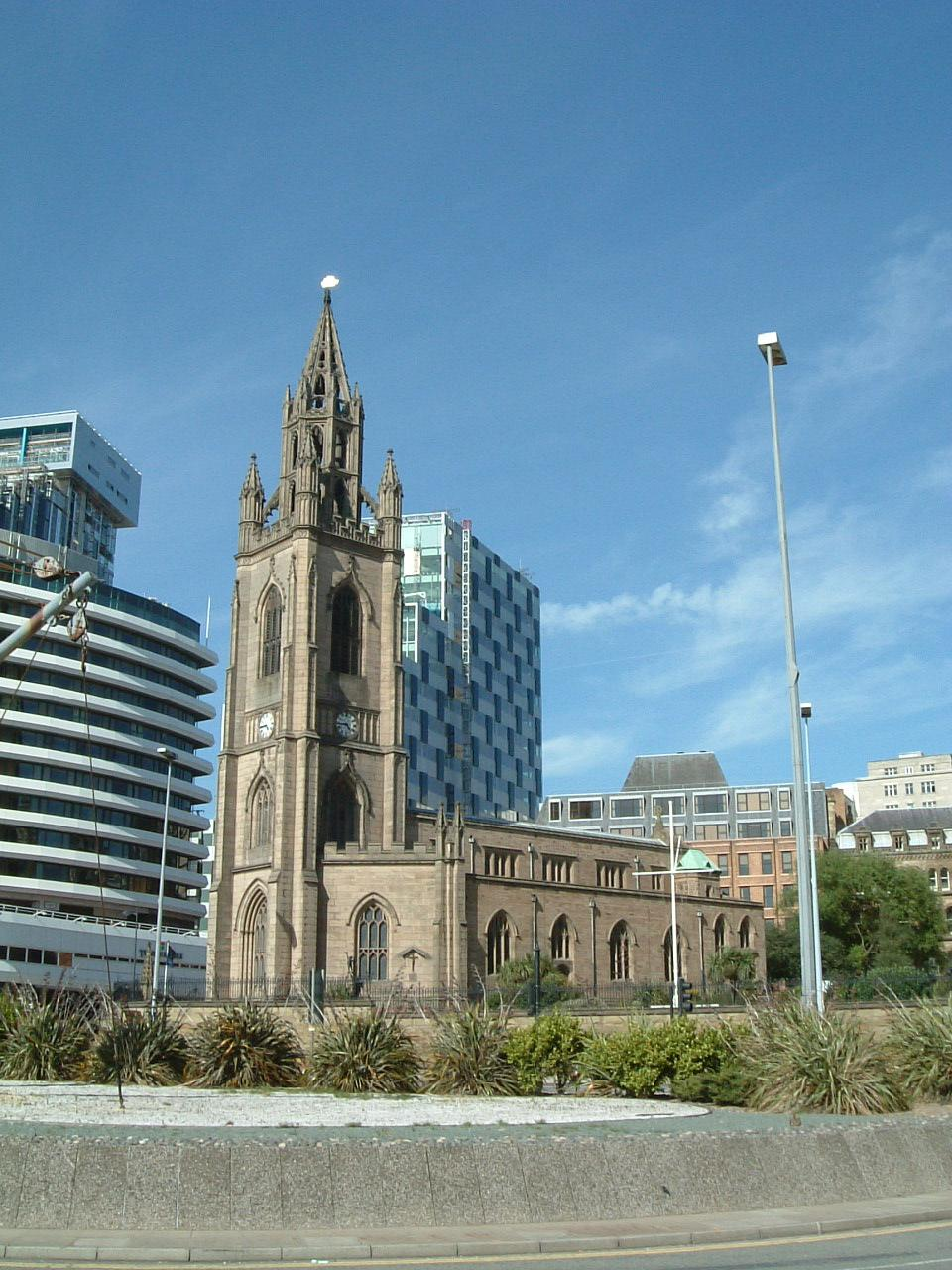
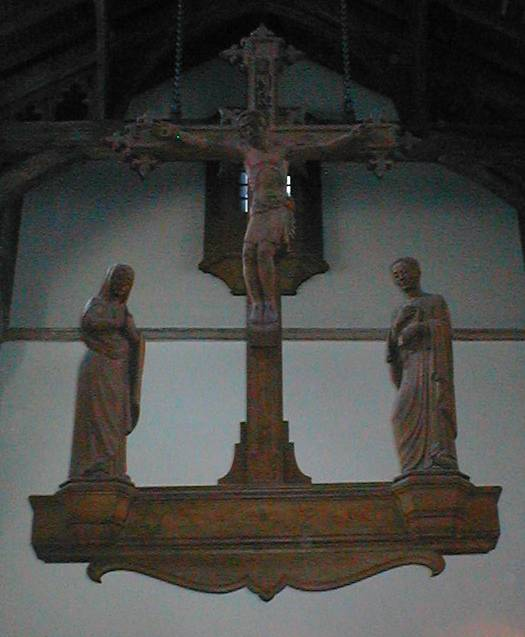
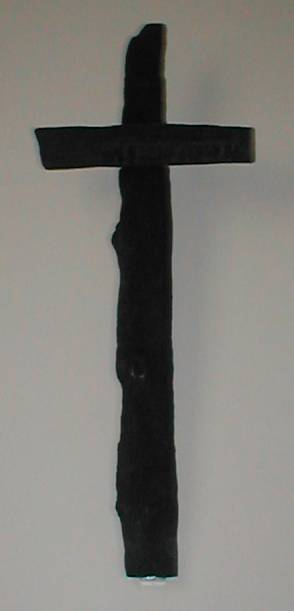
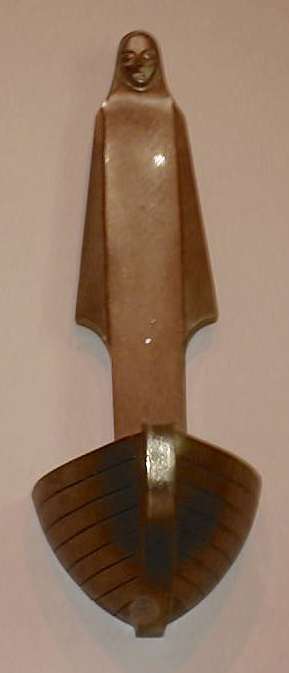